# 뉘른베르크 연대기
《뉘른베르크 연대기》(Nuremberg Chronicle)는 세계의 역사적 사실과 성경의 내용을 의역한 내용을 담은 그림이 들어간 백과사전이다. 주로 성경과 관련된 인류 역사, 그림으로 표현된 신화 속 생물, 고대의 주요 기독교 도시와 세속 도시의 역사 등을 다루고 있다. 1493년에 완성되었으며, 원래는 독일의 역사가 하르트만 셰델이 라틴어로 썼고, 독일어 버전은 게오르크 알트(Georg Alt)가 번역했다. 이 책은 가장 잘 문서화된 초기 인쇄 도서 중 하나이며, 삽화와 글자를 성공적으로 통합한 최초의 책 중 하나이다.
라틴어 학자들은 이 책을 '리버 크로니카룸'(Liber Chronicarum)이라고 부르는데, 이를 의미하는 '연대기서'라는 문구가 라틴어 판의 색인 서문에 등장하기 때문이다. 영어권 사람들은 이 책이 출판된 도시의 이름을 따서 오랫동안 이 책을 '뉘른베르크 연대기'라고 불렀다. 독일어권 사람들은 이 책의 저자를 기리기 위해 '셰델의 세계사'(Schedelsche Weltchronik)라고 부른다.

## 제작

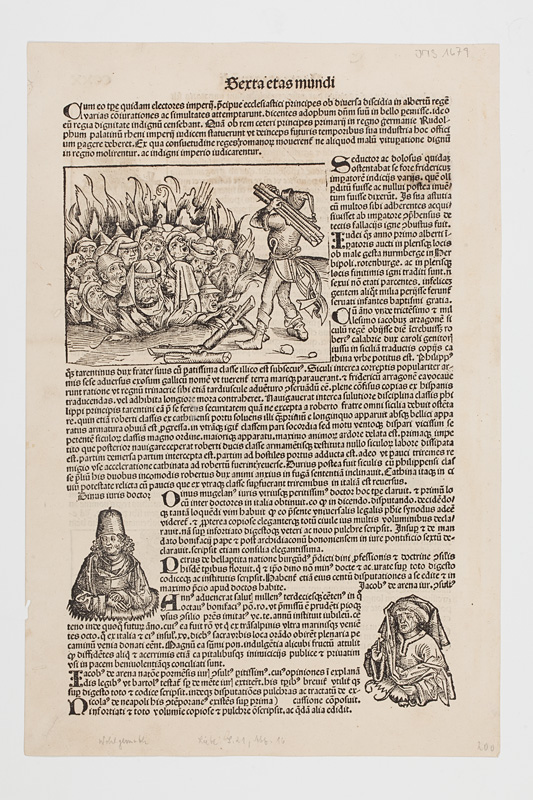
14세기 유대인 화형을 묘사한 1493년 목판화. 현재 바젤의 스위스 유대인 박물관 소장

1491년 12월 29일 뉘른베르크의 두 상인 제발트 슈라이어(Sebald Schreyer, 1446~1503)와 그의 사위 제바스티안 캄머마이스터(Sebastian Kammermeister, 1446~1520)는 라틴어 버전의 연대기 제작을 의뢰했다. 또한 이들은 뉘른베르크 재무부의 서기관인 게오르크 알트(1450~1510)에게 이 작품을 독일어로 번역해 줄 것을 의뢰했다. 라틴어와 독일어판 모두 뉘른베르크의 안톤 코베르거에 의해 인쇄되었다. 계약서는 서기관에 의해 기록되고 책으로 묶여 뉘른베르크시 기록 보관소에 보관되었다. 1491년 12월에 체결된 첫 번째 계약은 삽화자와 후원자 간의 관계를 확립했다. 화가 미하엘 볼게무트와 빌헬름 플라이덴부르프는 책의 레이아웃을 잡고, 목판화 제작을 감독하고, 불법 복제로부터 책의 도안을 보호해야 했다. 후원자들은 책의 배포와 판매, 그리고 종이 비용, 인쇄 비용 등으로 1,000 굴덴을 선불로 지불하기로 동의했다. 1492년 3월, 종이를 구입하고 인쇄를 관리하기 위한 조건을 규정한 후원자와 인쇄업자 간의 두 번째 계약이 체결되었다. 금판과 원판은 인쇄가 완료되면 후원자에게 반환되었다.

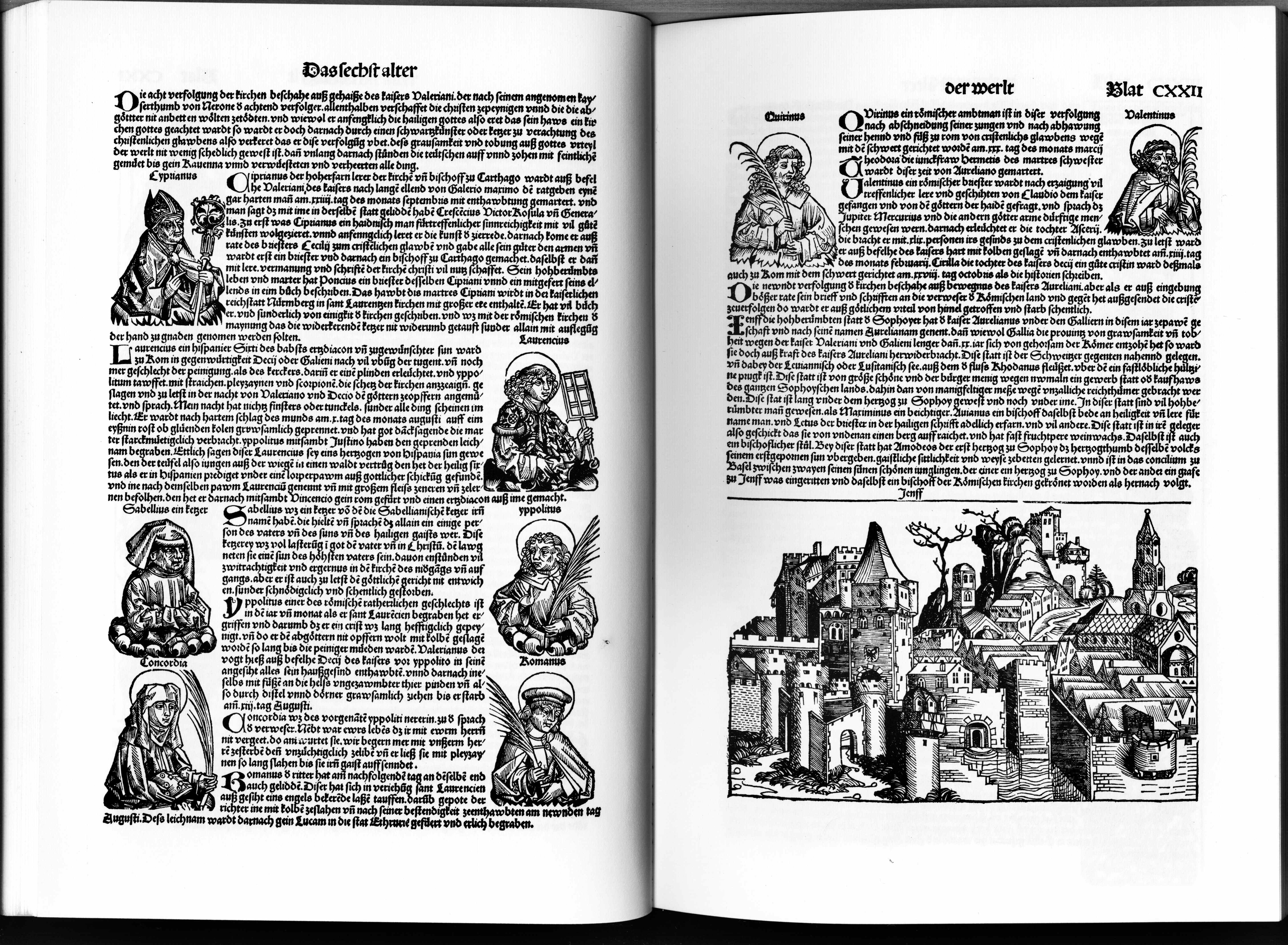
독일어 버전의 122~123페이지에는 많은 삽화가 실려 있지만 채색이 되어 있지 않다.

《뉘른베르크 연대기》의 저자인 하르트만 셰델은 의사이자 인문학자, 서적 수집가였다. 그는 1466년에 파도바에서 의학 박사 학위를 취득한 후 뉘른베르크에 정착하여 의사로 활동하면서 서적을 수집했다. 1498년에 작성된 목록에 따르면, 셰델의 개인 도서관에는 사본 370권과 인쇄된 책 670권이 보관되어 있었다. 셰델은 이 컬렉션에 있는 고전과 중세 작품의 구절을 사용하여 연대기의 내용을 구성했다. 그는 베르가모 지방의 자코모 필리포 포레스티가 쓴 또 다른 인문주의 연대기인 《Supplementum Chronicarum》에서 가장 자주 차용했다. 본문의 약 90%가 인문학, 과학, 철학 및 신학에 관한 작품에서 발췌한 것으로 추정되며 연대기의 약 10%만 셰델이 독창적으로 집필한 것이다.
뉘른베르크는 1490년대에 신성 로마 제국의 가장 큰 도시 중 하나였으며, 인구는 45,000명에서 50,000명 사이였다. 35개의 귀족 가문이 시의회를 구성했다. 위원회는 각 직업의 규모와 생산되는 제품의 품질, 수량, 유형을 포함하여 인쇄 및 공예 활동의 모든 측면을 통제했다. 보수적인 귀족 계층이 지배했지만, 뉘른베르크는 북유럽 인본주의의 중심지였다. 《뉘른베르크 연대기》의 인쇄업자인 안톤 코베르거는 1472년 뉘른베르크에서 최초의 인문주의 서적을 인쇄했다. 연대기의 의뢰자이자 후원자 중 한 명인 제발트 슈라이어는 자신의 집의 웅장한 살롱을 장식할 고전 신화의 그림을 의뢰했다. 하르트만 셰델은 이탈리아 르네상스와 독일 인문주의 작품을 열렬히 수집했었다. 연대기의 지리학과 관련한 쪽을 작성하는 데 도움을 준 인문주의자 히에로니무스 뮌처도 이 그룹에 속했으며, 알브레히트 뒤러와 요한, 그리고 변호사이자 인문주의자인 빌리발트 피르크하이머도 《뉘른베르크 연대기》를 만드는데 일조했다.

## 출판

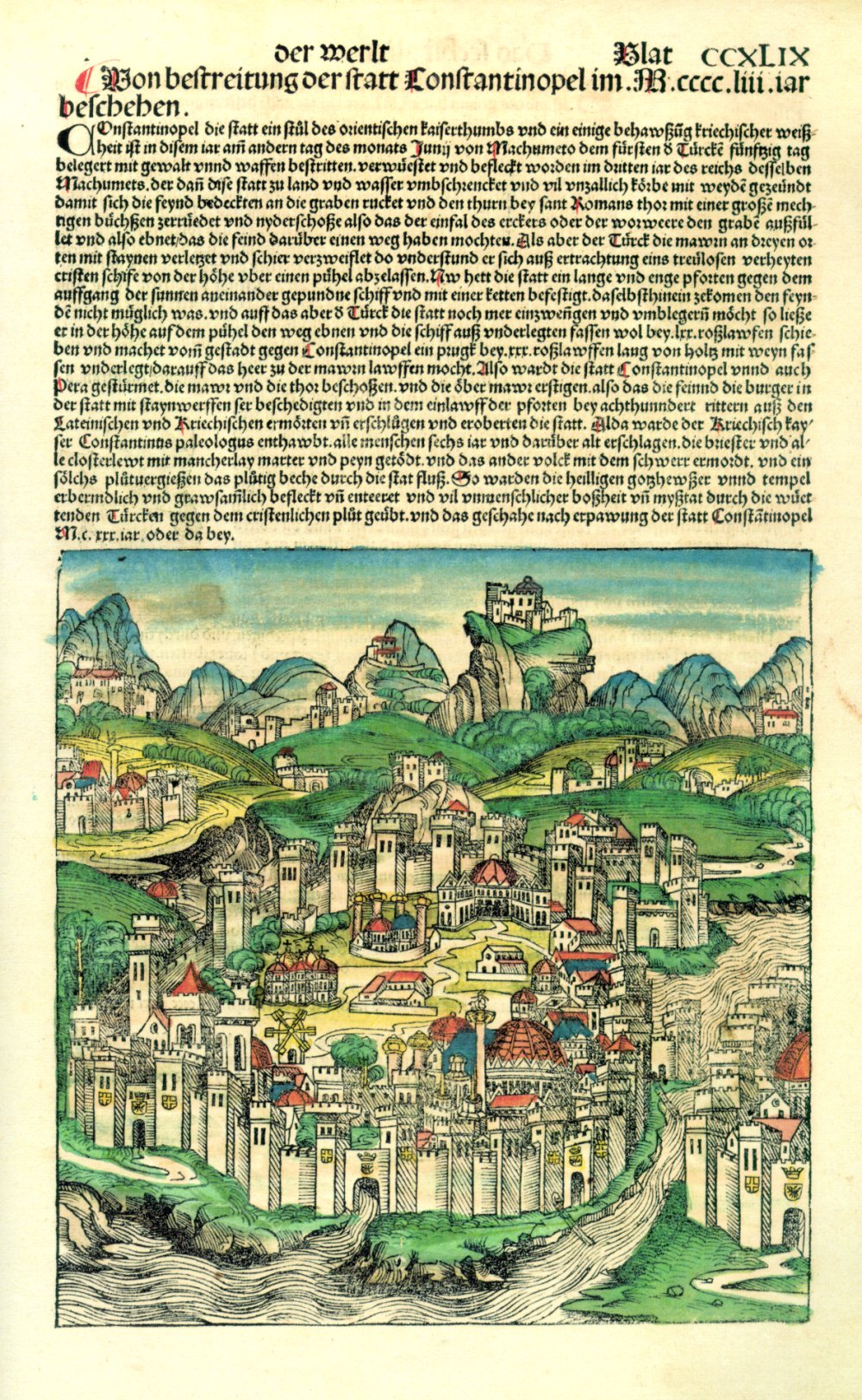
수작업으로 채색한 콘스탄티노폴리스를 묘사한 페이지

《뉘른베르크 연대기》는 1493년 7월 12일 뉘른베르크에서 처음으로 라틴어로 출판되었다. 이어서 1493년 12월 23일에 독일어 번역본이 나왔다. 라틴어로는 약 1,400~1,500부, 독일어로는 700~1,000부가 출판된 것으로 추정된다. 1509년에 쓰여진 문서에는 라틴어 번역본 539개와 독일어 번역본 60개가 판매되지 않았다고 기록되어 있다. 현재는 약 400권의 라틴어 사본과 300권의 독일어 사본이 남아 있으며 전 세계의 박물관과 컬렉션에 흩어져 보관되어 있다. 더 큰 삽화들은 종종 수채화로 수작업 되어 인쇄물로 별도로 판매되기도 했다. 이 책의 많은 사본은 다양한 기술로 채색되어 있으며, 이를 전문으로 하는 매장도 있었다. 일부 사본의 채색은 훨씬 나중에 추가적으로 칠해졌고, 일부 사본은 장식용 인쇄물로 판매하기 위해 분리되기도 했다.
출판사이자 인쇄업자는 알브레히트 뒤러의 대부인 안톤 코베르거였는데, 뒤러가 태어난 해인 1471년에 코베르거는 금세공직을 그만두고 인쇄업자이자 출판업자가 되었다. 그는 곧 독일에서 가장 성공적인 출판업자가 되었고 결국 24개의 인쇄기를 보유하게 되었으며 리옹에서 부더까지 독일과 해외에 많은 사무실을 두게 되었다.

## 내용
《뉘른베르크 연대기》는 그림으로 표현된 세계사이며, 내용은 7개 시대로 구분되어 있다.
- 첫 번째 시대: 창조부터 대홍수까지
- 두 번째 시대: 아브라함이 태어날 때까지
- 세 번째 시대: 다윗 왕까지
- 네 번째 시대: 바빌론 유수까지
- 다섯 번째 시대: 예수 그리스도의 탄생까지
- 여섯 번째 시대 : 현재까지 (가장 큰 부분)
- 일곱 번째 시대: 세상의 종말과 최후의 심판에 대한 전망

## 삽화
다양한 매체 분야에 있어서 뉘른베르크의 주요 예술가였던 미하엘 볼게무트의 대규모 워크숍에서 전례 없는 1,809점의 목판화 삽화가 제작되었다. 제바스티안 캄머마이스터와 제발트 슈라이어는 1492년 3월 16일자 계약을 통해 인쇄 비용을 지원했지만, 준비는 수년 동안 진행되어 왔다. 볼게무트와 그의 의붓아들 빌헬름 플라이덴부르프는 1487~1488년에 처음으로 삽화 제공 의뢰를 받았고, 1491년 12월 29일에 체결된 추가 계약에서는 텍스트와 삽화의 원고 레이아웃을 의뢰받았다.

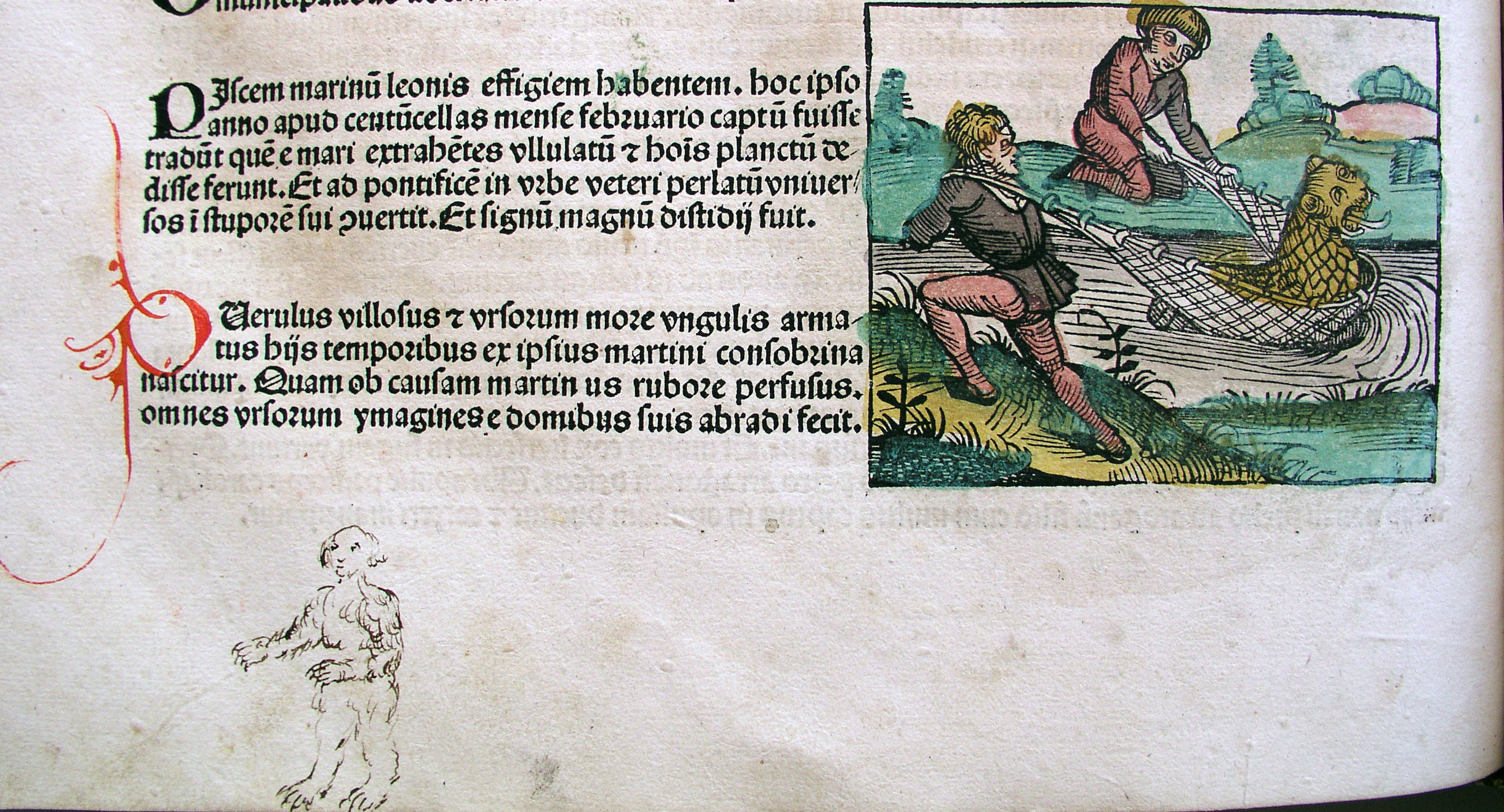
"사자 물고기"를 잡는 모습 - 라틴어 사본에서 발췌한 작은 그림. 빨간색 대문자는 펜과 잉크로 그렸고, 아래 여백에는 인물 낙서가 그려져 있다.

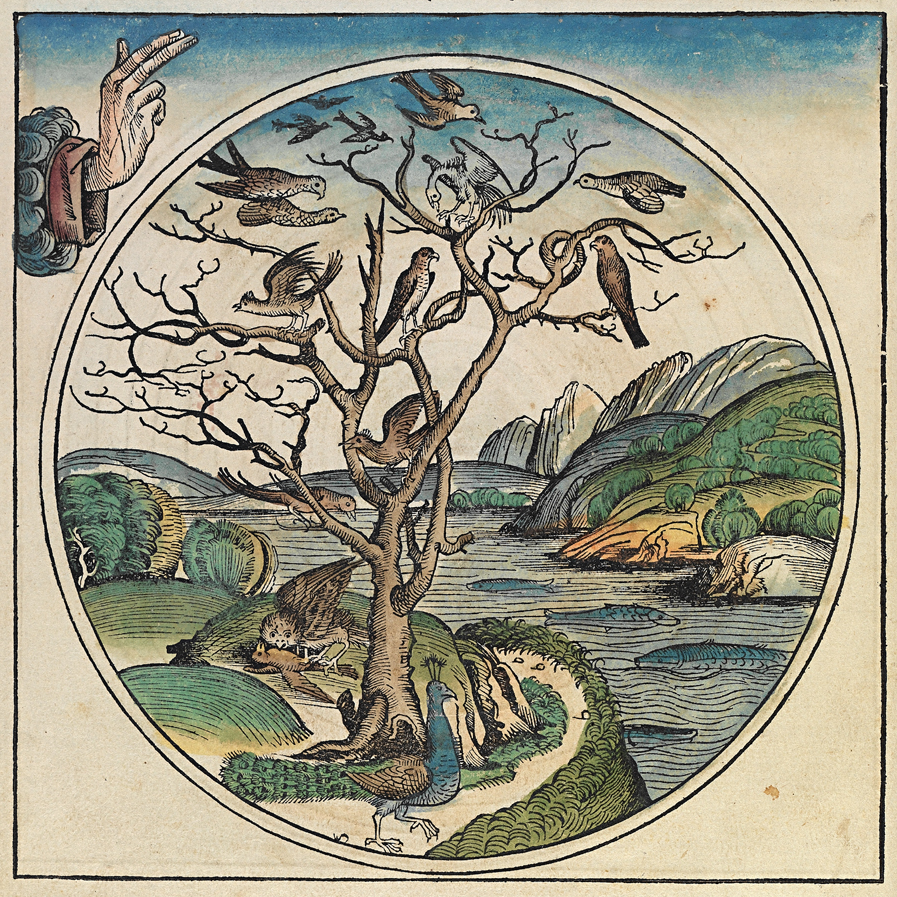
창조의 다섯째 날

알브레히트 뒤러는 1486년부터 1489년까지 볼게무트 밑에서 견습생으로 일했기 때문에, 디자인이 그려진 금판을 자르거나 그림을 붙이는 전문 장인들(포름슈나이더(formschneiders)라고 함)을 위한 일부 삽화를 디자인하는 데 참여했을 것으로 보인다. 1490년부터 1494년까지 뒤러는 여행을 했다. 1490년에 그려진 볼게무트의 정교한 머리그림(frontispiece)은 현재 런던 대영박물관에 소장되어 있다. 일부 미술 전문가는 《뉘른베르크 연대기》 목판화 중 어느 작품이 뒤러의 작품인지 알아낼 수 있다고 주장하지만, 이에 대한 의견은 다들 모호하다. 뒤러는 당시에는 아직 모노그램을 사용하지 않았고, 볼게무트 스튜디오의 어떠한 삽화가도 연대기 속 자신의 삽화에 서명을 하지 않았다.

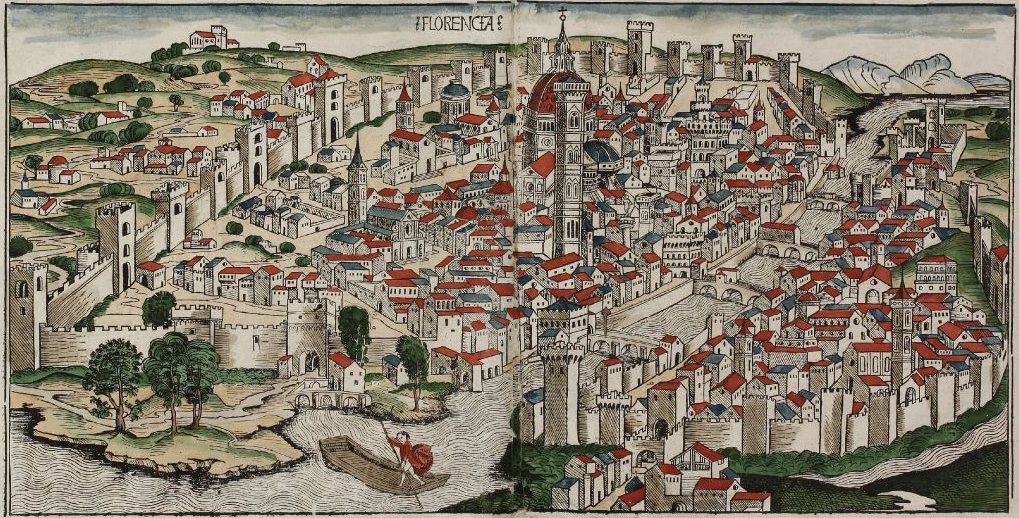
채색 목판화로 제작된 피렌체의 삽화

《뉘른베르크 연대기》의 삽화에는 이전에는 그림으로 표현되지 않았던 유럽과 근동의 주요 도시들이 많이 묘사되어 있다. 삽화 제작을 위해 645개의 원본 목판화가 사용되었다. 그 당시의 다른 책들과 마찬가지로, 마을과 전투, 왕을 보여주는 목판화는 대부분 책에서 두 번 이상 사용되었고, 텍스트 라벨만 변경되었다. 이 책의 크기는 18인치 x 12인치이다. 본문 중 오직 뉘른베르크가 나오는 부분만 내용글 없이 약 342×500mm 크기의 2페이지 그림으로 표현되어 있다. 베니스를 묘사한 삽화는 1486년에 출판된 최초의 삽화 인쇄 여행서인 《산타에 페리그리니네스》(Sanctae Perigrinationes)에서 에르하르트 로이비치가 1486년에 제작한 훨씬 더 큰 목판화에서 발췌한 것이다. 피렌체의 풍경은 프란체스코 로셀리의 판화에서 발췌 해왔다.

## 무단 사용

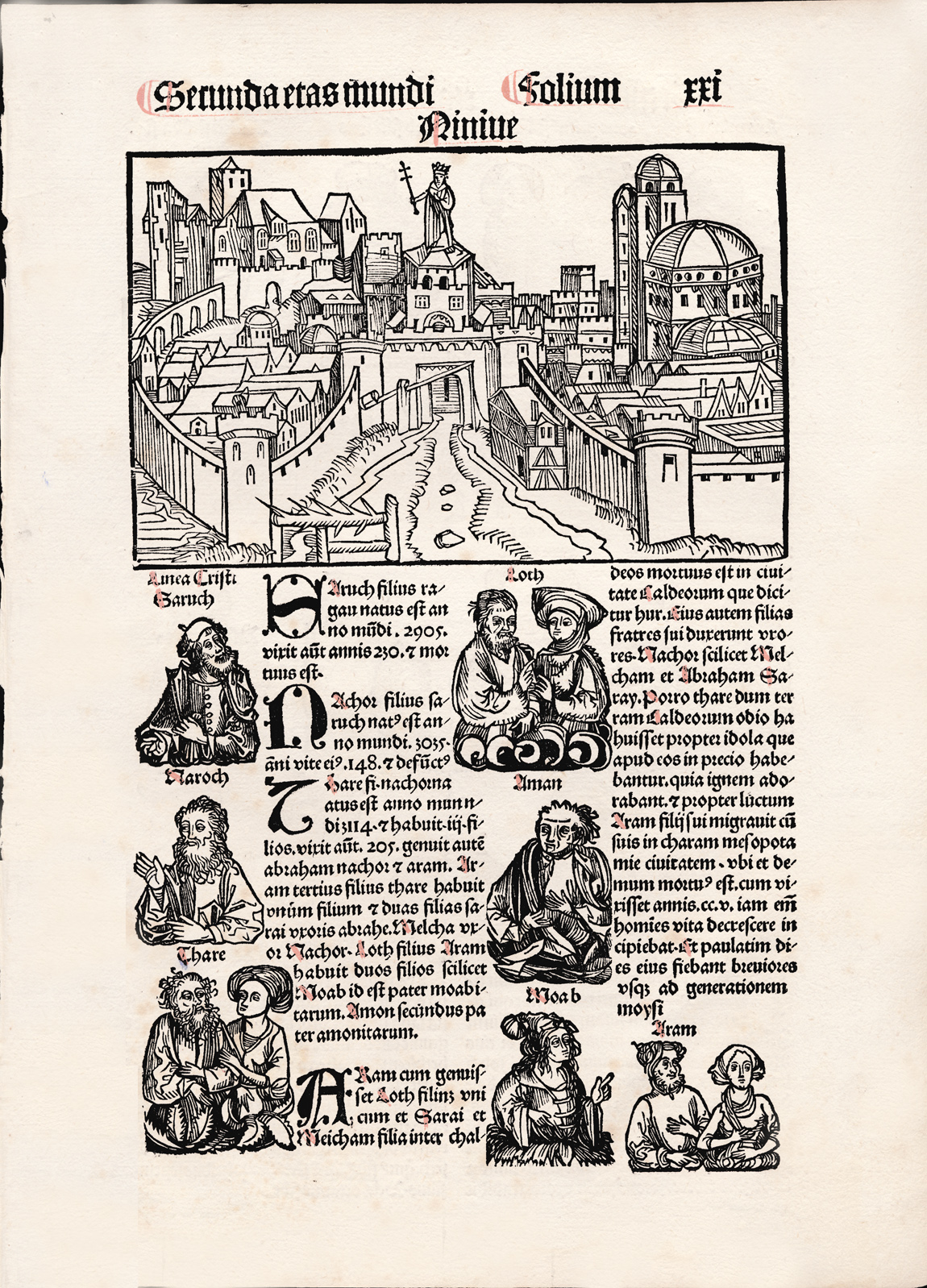
1497년 《뉘른베르크 연대기》 무단 복제판의 한 페이지

뉘른베르크 연대기는 인큐나블라(Incunabula, 서적 제작의 불가항력 시기라고도 알려진 1455년~1500년경) 기간 중 가장 많은 인쇄 부수를 기록하며 성공과 명성을 얻었으며, 동시에 대규모 불법 복제판이 시장에 처음 등장했다. 범인은 아우크스부르크에서 활동한 인쇄업자 Johann Schönsperger(1455년경~1521년)로, 1496년, 1497년, 1500년에 독일어, 라틴어로 연대기의 소판을 제작했고, 역시 두 번째 판도 독일어로 제작했다. 이는 다른 저자와 인쇄업자/출판사의 동의 없이 성공을 이용한 불법 복제판, 즉 무단 도서 출판의 시작이었다. Schönsperger는 저명한 책을 불법 복제했음에도 불구하고 1507년에 파산했다.

## 갤러리

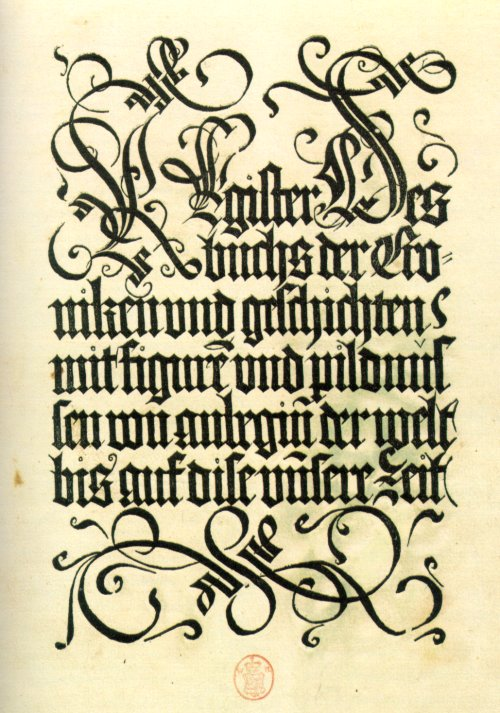
표지: "세계의 시작부터 오늘날까지의 인물과 허구를 담은 연대기와 이야기 책 색인"
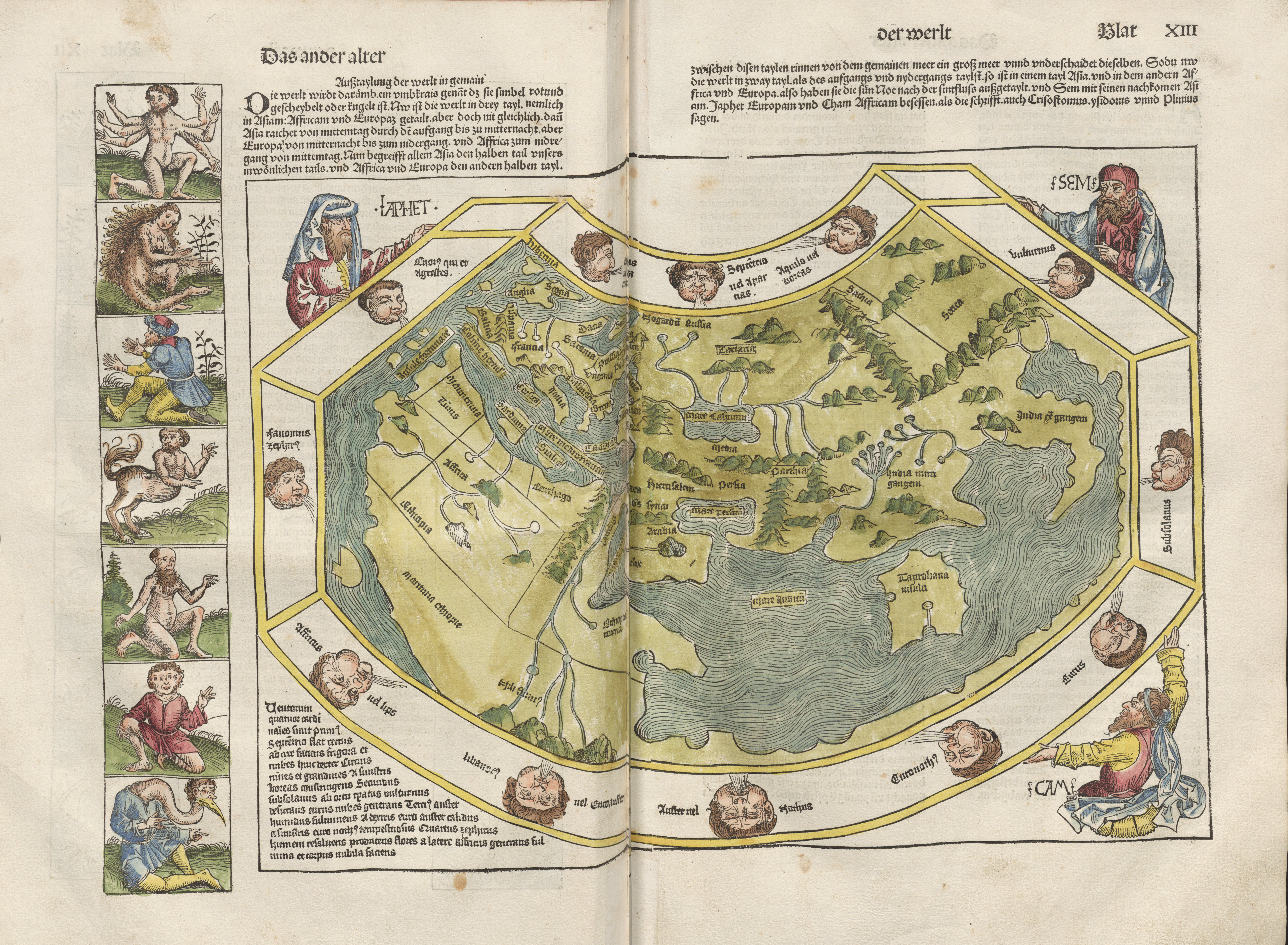
볼게무트와 빌헬름이 제작한 세계 지도
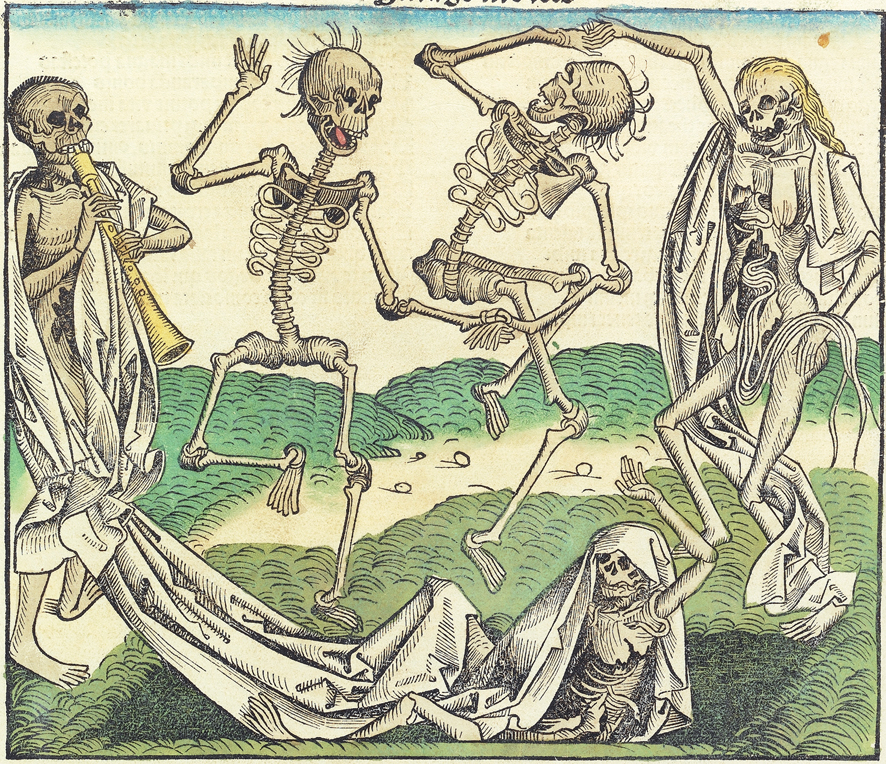
《죽음의 무도》

## 참고 문헌
- Biddick, Kathleen (2013). 《The Typological Imaginary: Circumcision, Technology, History》. Philadelphia: University of Pennsylvania Press. 160쪽. ISBN 9780812201277. 2023년 5월 29일에 확인함.
- Duniway, David Cushing. "A Study of the Nuremberg Chronicle." The Papers of the Bibliographical Society of America 35, no. 1 (1941): 17–34.
- Wagner, Bettina. Worlds of Learning: The Library and World Chronicle of the Nuremberg Physician Hartmann Schedel (1440-1514). Munich: Allitera Verlag, 2015.